# Danh sách đảng phái chính trị của Bồ Đào Nha
Các Đảng chính trị của Bồ Đào Nha hiện nay dựa theo Kết quả bầu cử gần nhất tháng 9 năm 2009 tính theo số ghế của Đảng đó tại Quốc hội Bồ Đào Nha:
Đảng Xã hội (PS) 86 ghế.
Đảng Xã hội Dân chủ (PSD) 89 ghế.
Liên minh Dân chủ Xã hội và Nhân dân (CDS-PP) 18 ghế.
Đảng Khối Cánh hữu (BE) 19 ghế.
Liên minh Dân chủ Thống nhất (CDU - PCP+PEV) 17 ghế. (Liên minh giữa Đảng Cộng sản và Đảng Xanh (PCP) 15 ghế. (PEV) 2 ghế.)
(PAN) 1 g
Tổng số ghế 230 ghế.
1. ↑  http://www.mofa.gov.vn/vi/cn_vakv/euro/nr040819111051/ns101209162356#ILywH7sFrR8a